# Back in USA
Back in USA es un álbum pirata (bootleg) lanzado en 2003 del grupo de rock progresivo Jethro Tull que recoge dos actuaciones de la banda en Filadelfia, una en 1980 y otra en 1987. Es el mismo álbum que Skatin' Away on Heavy Horses (2001).

## Lista de temas
| #   | Título                                        | Autor          | Grabación           | Tiempo | Álbum de procedencia                        |
| --- | --------------------------------------------- | -------------- | ------------------- | ------ | ------------------------------------------- |
| 1.  | "Crossfire"                                   | (Ian Anderson) | 1980, en Filadelfia |        | A                                           |
| 2.  | "Songs from the Wood"                         | (Ian Anderson) | 1980, en Filadelfia |        | Songs from the Wood                         |
| 3.  | "Hunting Girl"                                | (Ian Anderson) | 1980, en Filadelfia |        | Songs from the Wood                         |
| 4.  | "Heavy Horses"                                | (Ian Anderson) | 1980, en Filadelfia |        | Heavy Horses                                |
| 5.  | "Batteries not Included"                      | (Ian Anderson) | 1980, en Filadelfia |        | A                                           |
| 6.  | "Uniform"                                     | (Ian Anderson) | 1980, en Filadelfia |        | A                                           |
| 7.  | "Skating Away on the Thin Ice of the New Day" | (Ian Anderson) | 1980, en Filadelfia |        | War Child                                   |
| 8.  | "Flute Improvisation"                         | (Ian Anderson) | 1980, en Filadelfia |        |                                             |
| 9.  | "Trio"                                        | (Ian Anderson) | 1980, en Filadelfia |        |                                             |
| 10. | "Aqualung"                                    | (Ian Anderson) | 1980, en Filadelfia |        | Aqualung                                    |
| 11. | "Bungle in the Jungle"                        | (Ian Anderson) | 1980, en Filadelfia |        | War Child                                   |
| 12. | "Thick as a Brick"                            | (Ian Anderson) | 1987, en Filadelfia |        | Thick as a Brick                            |
| 13. | "Too Old to Rock 'n' Roll, Too Young to Die!" | (Ian Anderson) | 1987, en Filadelfia |        | Too Old to Rock 'n' Roll, Too Young to Die! |
| 14. | "Locomotive Breath"                           | (Ian Anderson) | 1987, en Filadelfia |        | Aqualung                                    |